# 古田悟郎
古田 悟郎（ふるた ごろう、1971年 - ）は、海洋堂の塗装師、造形師、原型師。チョコエッグ「日本の動物コレクションシリーズ」をはじめ生物フィギュアのペイントマスター（塗装見本）をほぼ全て担当。爬虫類や古生物への造詣も深く、爬虫類専門誌で個人作品の連載や、博物館の展示モデルの製作を担当するなど、造形師としても高い評価を得る。

## 来歴・人物
東京都出身。1994年に株式会社海洋堂入社。
渋谷にあった海洋堂の直営店・ホピーロビー東京の店員として働く傍ら、海洋堂の造形師・松村しのぶや木下隆らから造形を学ぶ。動物の専門学校を卒業した経験を生かして『日本の動物コレクションシリーズ』をはじめ、生物フィギュアのペイントマスター（塗装見本）をほぼすべて担当。爬虫類や古生物の造詣も深く、爬虫類専門誌で個人作品の連載や博物館の展示モデルの制作を担当している。2021年度より、国際日本文化研究センター共同研究員。
幼少期は、『UFO大戦争 戦え! レッドタイガー』の天野星夫を演じる子役であった。

## 作品
- チョコエッグ日本の動物コレクションシリーズ

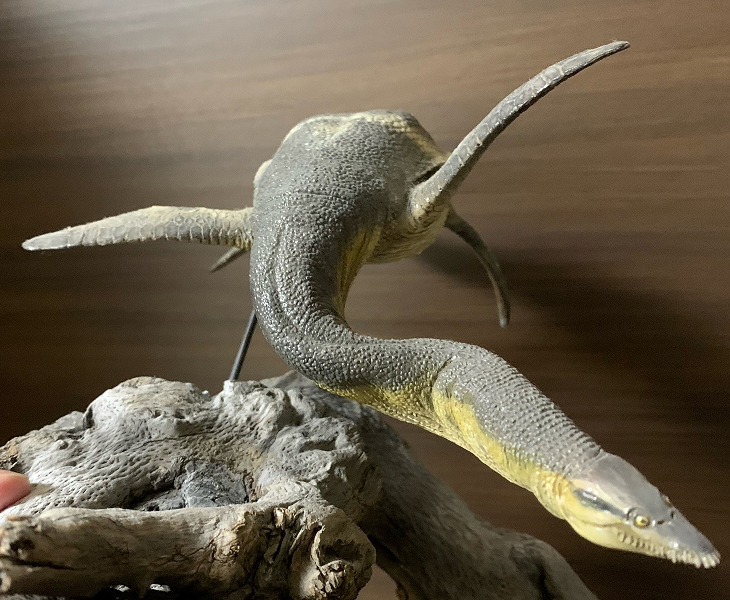
サツマウツノミヤリュウ

- 『わけあって絶滅しました。』（プラティベロドン）[4]
- 伊藤若冲の鶏[5]

など

## 企画展
- 『愛媛県美術館開館25周年記念　海洋堂展 創るたのしみをすべての人に』（2023年　愛媛県美術館）[6]
- 『海洋堂フィギュア×妄想アクアリウム』（2022年　四国水族館）[7]

## 連載
- ビバリウムガイド